# Saade Vol. 2
Saade Vol. 2 är den svenska sångaren Eric Saades tredje studioalbum. Det släpptes den sista november 2011 både som CD och för nedladdning. En singel, "Hotter Than Fire", släpptes den 2 november. Detta album är fortsättningen till Saade Vol. 1. Albumet debuterade den 9 december som etta på albumlistan i Sverige.

## Låtlista
| Nr  | Titel                        | Kompositör                                                  | Längd |
| --- | ---------------------------- | ----------------------------------------------------------- | ----- |
| 1.  | Sky Falls Down (feat. J-Son) | Saade, Masato M., Gill & Santos                             | 3:30  |
| 2.  | Rocket Science               | Saade, Gill & Santos, Salem Al Fakir                        | 3:28  |
| 3.  | Hotter Than Fire (feat. Dev) | Saade, Gill & Santos, Devin Tailes                          | 3:21  |
| 4.  | Love is Calling              | Saade, Gill, Robin Fredriksson & Mattias Larsson            | 4:03  |
| 5.  | Crashed on the Dance Floor   | Saade, Gill & Santos, Cutfather, Daniel Davidsen            | 3:35  |
| 6.  | Explosive Love               | Saade, Gill & Santos, Ilya KnocDown                         | 3:20  |
| 7.  | Backseat                     | Saade, Masato M., Gill & Santos, Cutfather, Daniel Davidsen | 3:32  |
| 8.  | Feel Alive                   | Saade, Masato M., Gill & Santos, Ilya KnocDown              | 4:29  |
| 9.  | Fingerprints                 | Saade, Gill, Mattias Fredriksson & Mattias Larsson          | 3:37  |
| 10. | Without You I'm Nothing      | Saade, Masato M., Gill & Santos                             | 5:50  |

## Listplaceringar
| Lista (2011) | Topplacering |
| ------------ | ------------ |
| Finland      | 46           |
| Sverige      | 1            |

### Fotnoter
1. 1 2  ”Saade Vol. 2 chart history”. swedishcharts.com. http://swedishcharts.com/showitem.asp?interpret=Eric+Saade&titel=Saade+Vol%2E+2&cat=a. Läst 28 december 2011.